# 萬廷謙
萬廷謙（16世紀—17世紀），字以牧、又字去盈、號百谷，江西南昌府南昌縣人，明朝政治人物。

## 生平
萬廷謙是萬曆二十五年（1597年）江西鄉試舉人，三十五年（1607年）授龍游知縣，在地方設置義田、建立學舍，聚集諸生講學，捐置學田一百十二畝，又重修縣志，於泊鯉灘興建飛虹橋，在啟聖祠左修建糧倉，火災時又脫去袍帶投入烈火，火種竟然熄滅，人們為他建「萬公焚袍止火亭」紀念。之後他在四十一年（1613年）陞泉州海防同知，嚴厲緝拿海盜，人民因此能安堵，同時親自赴海責問戎兵、治理船隻、整備器械、慎重監視，軍事準備充足，兵糧預定給發，儲定不時之需；四十三年（1615年）米價騰貴，他清理官帑、遣派材官、泛舟到廣東買米賑濟，香山米船流落泉州，他加意安撫，上表布政、按察兩臺派人護航回歸，又提出減少澎湖戍兵、省去浙營募兵，得人民士兵愛戴，不久因在龍游縣事件被降職為興國知州，泉州人建祠和勒石紀念，於興國他能調濟州務，令人民安寧，在該處改建廳事並整修譙樓。

## 家族
曾祖萬必昌；祖父萬廣載，封知縣；父萬虞愷，南京刑部右侍郎。母蕭氏（封孺人）。重庆下。兄萬廷言，雲南按察使僉事提調學校。

## 引用
1. 1 2  民國《南昌縣志·卷三十三·人物四》：萬廷謙，字以牧，虞愷季子也，好學工書，以舉人知龍游縣，置義田、創學舍，聚諸生講學，復於泊鯉灘建飛虹橋，涉者利焉；邑苦大災，廷謙解袍帶投烈焰中，火竟熄，民間為建「萬公焚袍止火亭」，陞泉州海防同知，海寇聞其至皆遁走，民賴以安。
2. ↑  民國《南昌縣志·卷二十二·選舉志三 科第下》：萬厯二十五年丁酉鄉試……萬廷謙 字去盈，一字百谷，廷言弟，詳傳
3. ↑  民國《龍游縣志·卷十三·宦績略》：知縣萬廷謙，字去盈，南昌人，舉人，萬厯三十五年任，綜核有吏才，多所建置 康熙志官師誌注 ，重修縣志 即萬曆壬子志 ，修文廟、重置祭器，捐置學田一百十二畝有奇，建倉於啟聖祠左其最著者也 見兩舊志，建置訓導陳本欽有《學田圖冊序》 ，惟以鷹擊毛鷙為治，指揮叱咤民畏之如雷電鬼神，有呼必應惟恐或後 余恂《重建文昌橋記》 ，其亦稍近於酷吏矣 案康熙府志縣官表注明有傳，今本無之，疑簡脫。
4. ↑  同治《泉州府志·卷三十·名宦二》：萬廷謙，字以牧，號百谷，南昌人，由舉人萬厯四十一年任泉州府同知，至則為要束，嚴千掫盜不得發，戶皆安堵，躬歷海上，詰戎兵、庀艅艎、飭器械、謹烽堠，方畧甚備，兵糧先期給發，或儲胥不時必曲貸，轉賑不致於乏。乙卯春米貴如珠，清官帑、遣材官、汎舟市，粵米濟之，香山番舶飄入內地，加意安撫，上狀兩臺津遣護歸，夷人誦義無窮議，留澎湖戍兵量減其額，議省浙營募兵練，其見額皆郡百世利，署郡事德惠，旋流治教霶潤，兵民交戴，以前令龍邱事左遷，泉民搆祠尸祝之，勒石紀焉 集參雲臺藏稿。
5. ↑  光緒《興國州志·卷十三·官師志》：萬廷謙，字百谷，南昌舉人，萬厯丙辰任州事，值州凋敝，調濟協宜，民賴以安，改建廳事並修譙樓。
6. ↑  龚延明主编. . 宁波: 宁波出版社. 2016. ISBN 978-7-5526-2320-8. 《天一閣藏明代科舉錄選刊.登科錄》之《嘉靖四十一年壬戌科登科錄》